# さしま茶
さしま茶（さしまちゃ）は、茨城県南西部を中心に生産されている日本茶である。

## 歴史
茶の生産地としては北に位置し（日本最北限生産地は新潟県村上市、また経済的栽培の北限は茨城県とされている。）、猿島台地の一角に所在、土壌は火山灰性洪積台地となっている。気候は夏は暑く、冬は冷え込み、土壌は肥沃なため厚みのある茶葉ができる。このため製茶すると濃厚な味と香りがあり、蒸気を強めに与えて揉み上げられた深蒸し茶がさしま茶の主流となっている。2008年（平成20年）現在、栽培面積106ha・茶葉生産量649t・荒茶生産量138tとなっている。さしま茶の生産地は猿島郡境町・古河市・坂東市・常総市・結城郡八千代町である。また、以前は漢字表記の「猿島茶」と平仮名表記の「さしま茶」とが並存していたが、2009年（平成21年）2月25日のさしま茶協会の設立に併せ「さしま茶」の表記に統一された。生産の歴史は江戸時代の初期が始まりと伝えられており、1611年（慶長16年）の茶検地帳に栽培の記述が確認されている。江戸時代になり、それまでの乱世から太平の世になると喫茶の習慣が広がり、茶の栽培に適した下総国猿島郡付近にて自然発生的に茶の生産が始められてきたとみられている。また関宿藩は1644年（正保元年）より1673年（寛文13年）までの期間、領内に茶栽培を奨励・増産し、水運にて流通をさせた。しかしながら茶の年貢（茶永）は米をはじめ他の畑作物よりも高かった。

## 製法
今日では深蒸し製法が主流となっており、各々生産者が茶樹の栽培から茶の加工・販売までを通して行っている。深蒸し製法は生茶葉から煎茶を作る際、その最初の工程である「蒸し」の時間を長めにとる製法であり、製品は甘みが強くまろやかな味に仕上がる。この他、若手を中心として「さしま茶手揉み保存会」が組織されており、機械製茶のみではなく伝統の茶揉み製法も技術継承のため行われている。2011年（平成23年）11月には静岡県にて開催された「全国手揉み製茶技術競技大会」で優勝している。

## 新たな展開
- ペットボトル飲料 - さしま茶協会が2年をかけ開発し、中身のお茶には一番茶のみが使用されている。ラベルには「さしま茶史」が記されている。製品はさしま茶協会員の各店舗にて販売されている[2]。

## 関連人物
- 中山元成 - 1859年（安政6年）10月10日に「さしま茶」を日本茶として初の輸出に成功させた人物。
- 野村佐平治 - 猿島郡山崎村七軒（現：猿島郡境町大字山崎字七軒）生まれ、さしま茶の生産向上に寄与した人物。